# Crenicichla phaiospilus
Crenicichla phaiospilus é uma espécie de peixe da família dos cíclids e da ordem dos perciformes. Os machos podem alcançar 24 cm de comprimento. Encontra-se na América do Sul, na bacia do rio Amazonas, no Brasil.